# Vahl-lès-Faulquemont
Vahl-lès-Faulquemont là một xã trong tỉnh Moselle, vùng Grand Est đông bắc nước Pháp.